# The Invisible War
The Invisible War é um documentário norte-americano de 2012 escrito e dirigido por Kirby Dick e produzido por Amy Ziering. Como reconhecimento, foi nomeado ao Oscar 2013 na categoria de Melhor Documentário em Longa-metragem.